# Arkéa-B&B Hotels (vrouwenwielerploeg)/2025
Deze pagina geeft een overzicht van de wielerploeg Arkéa-B&B Hotels in 2025.

## Algemeen
Algemeen manager: Gael Le Bellec
Ploegleiders: Grégoire Le Calvé
Fietsmerk: Bianchi

## Renners

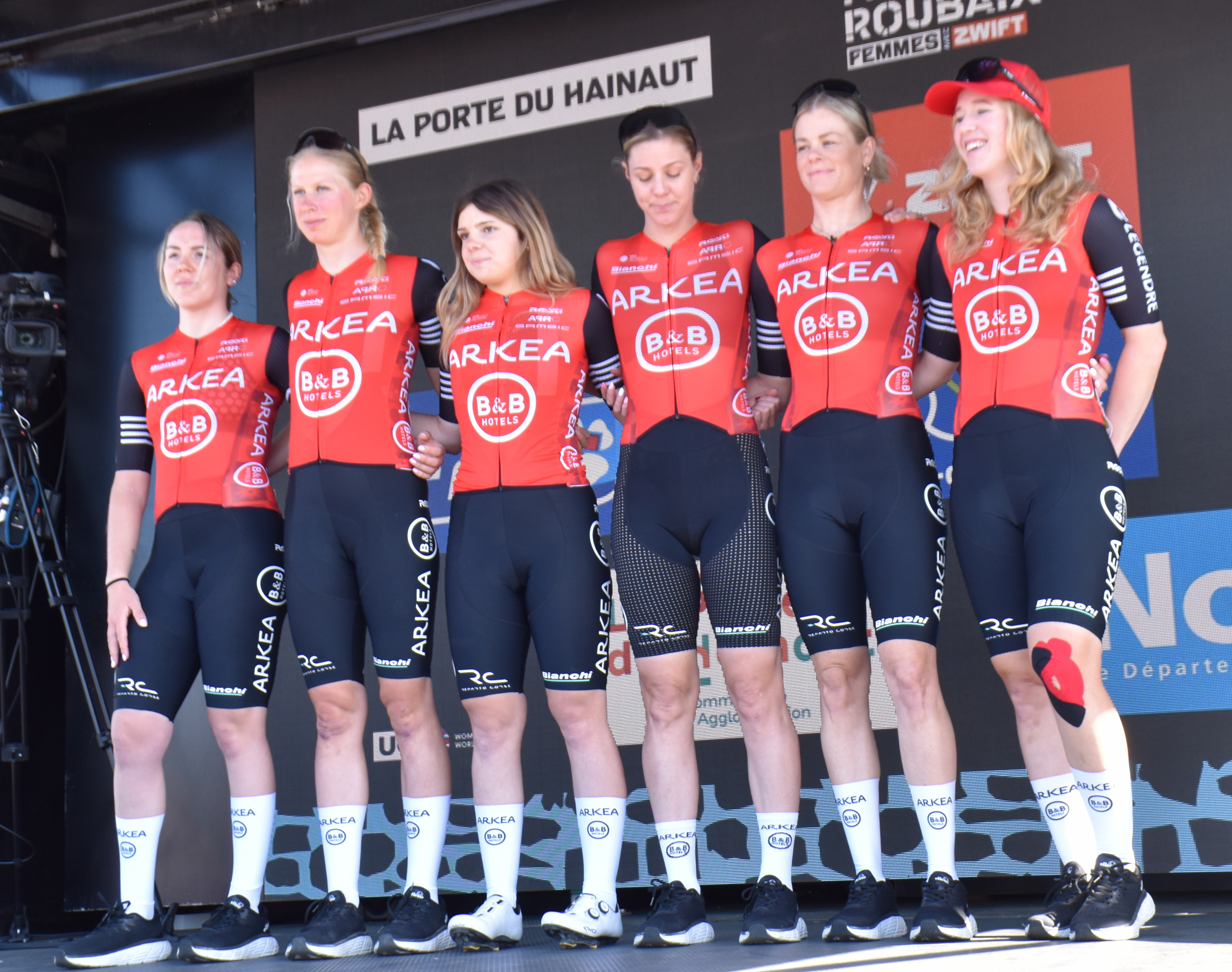
Het team in Parijs-Roubaix 2025.

| Naam                    | Geboortedatum | Nationaliteit | Ploeg 2024                     |
| ----------------------- | ------------- | ------------- | ------------------------------ |
| Laura Asencio           | 14-05-1998    | Frankrijk     | CERATIZIT-WNT Pro Cycling Team |
| Valentina Cavallar      | 07-03-2001    | Oostenrijk    |                                |
| Lotte Claes             | 05-05-1003    | België        |                                |
| Maaike Coljé            | 07-03-1997    | Nederland     |                                |
| Danielle de Francesco   | 26-05-1992    | Australië     |                                |
| Michaela Drummond       | 05-04-1998    | Nieuw-Zeeland |                                |
| Emilia Fahlin           | 24-10-1988    | Zweden        |                                |
| Amandine Fouquenet      | 19-02-2001    | Frankrijk     |                                |
| Clémence Latimier *     | 24-08-2003    | Frankrijk     | Team Feminin Chambéry          |
| Océane Mahé             | 12-02-2002    | Frankrijk     |                                |
| Titia Ryo               | 07-01-2005    | Frankrijk     |                                |
| Maurène Trégouët        | 28-02-2004    | Frankrijk     |                                |
| Marjolein van 't Geloof | 27-03-1996    | Nederland     | Hess Cycling Team              |

* vanaf 1 mei

### Stagiairs
Per 1 augustus 2025
| Naam             | Geboortedatum | Nationaliteit | Vorige ploeg |
| ---------------- | ------------- | ------------- | ------------ |
| Rafaelle Carrier | 05-06-2007    | Canada        | -            |

### Vertrokken
| Naam                    | Geboortedatum | Nationaliteit | Ploeg 2025              |
| ----------------------- | ------------- | ------------- | ----------------------- |
| Marie-Morgane le Deunff | 14-05-2002    | Frankrijk     | Winspace Orange Seal    |
| Anaïs Morichon          | 06-10-1999    | Frankrijk     | Lanester Women Morbihan |
| Maëva Squiban           | 19-03-2002    | Frankrijk     | UAE Team ADQ            |

## Overwinningen

### Veldrijden
| Franse kampioenschappen veldrijden: Amandine Fouquenet |

### Wegwielrennen
| Omloop Het Nieuwsblad Lotte Claes Alpes Grésivaudan Classic Valentina Cavallar |

Arkéa-B&B Hotels · Cofidis · EF-Oatly-Cannondale · Laboral Kutxa-Fundación Euskadi · Saint Michel-Preference Home-Auber93 · VolkerWessels · Winspace Orange Seal
Mannen: 2005 · 2006 · 2007 · 2008 · 2009 · 2010 · 2011 · 2012 · 2013 · 2014 · 2015 · 2016 · 2017 · 2018 · 2019 · 2020 · 2021 · 2022 · 2023 · 2024 · 2025
Vrouwen: 2020 · 2021 · 2022 · 2023 · 2024 · 2025